# Dąbrowa (Płoskinia)
Dąbrowa (deutsch Schöndamerau) ist ein Dorf in der polnischen Woiwodschaft Ermland-Masuren. Es gehört zur Gmina Płoskinia (Landgemeinde Plaßwich) im Powiat Braniewski (Kreis Braunsberg).

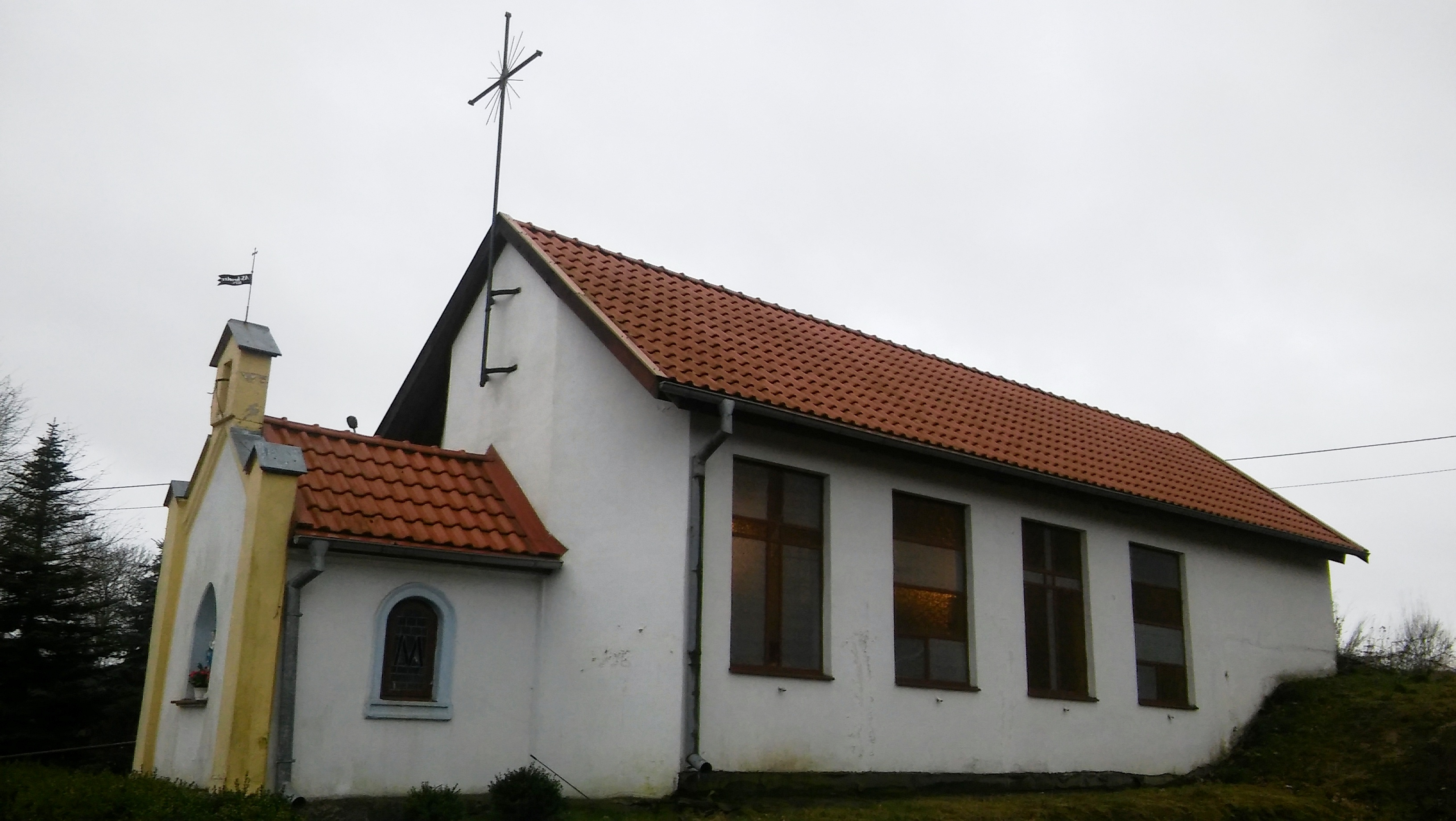
Kapelle in Dąbrowa

## Geographische Lage
Dąbrowa liegt östlich des Passarge-Stausees (auch: Talsperre Pettelkau, polnisch Jezioro Pierzchalskie) im Nordwesten der Woiwodschaft Ermland-Masuren, zwölf Kilometer südöstlich der Kreisstadt Braniewo (Braunsberg).

## Geschichte
Das Dorf Schöndamerau wurde 1284 erstmals erwähnt. Die Landgemeinde Schöndamerau kam 184 zum neu errichteten Amtsbezirk Schalmey (polnisch Szalmia) im ostpreußischen Kreis Braunsberg, Regierungsbezirk Königsberg. Im Jahre 1910 zählte das Dorf Schöndamerau, zu dem auch der Wohnplatz Darethenhof (polnisch Dorotówka) gehörte, insgesamt 556 Einwohner.
Am 17. Oktober 1928 wurden die Nachbarorte Blieshöfen (polnisch Bliżewo) und Klein Maulen (Mułki) nach Schöndamerau eingemeindet. Die Zahl der Einwohner stieg bis 1933 auf 616 und bis 1939 auf 598.
Im Jahre 1945 wurde in Kriegsfolge das gesamte südliche Ostpreußen an Polen abgetreten. Schöndamerau erhielt die polnische Namensform „Dąbrowa“ und ist heute eine Ortschaft im Verbund der Gmina Płoskinia (Landgemeinde Plaßwich) im Powiat Braniewski (Kreis Brauinsberg), von 1975 bis 1998 der Woiwodschaft Elbląg, seither der Woiwodschaft Ermland-Masuren zugehörig. 216 Einwohner waren im Jahre 2021 in Dąbrowa registriert.

## Religion
In Dąbrowa lebt eine überwiegend römisch-katholische Bevölkerung. Seit den beginnenden 1980er Jahren gibt es im Dorf eine eigene Kapelle, die der Pfarrei in Płoskinia (Plaßwich) im Dekanat Braniewo, Erzbistum Ermland, zugeordnet ist.
Die evangelischen Einwohner gehörten bis 1945 zur Pfarrkirche Braunsberg in der Kirchenprovinz Ostpreußen der Kirche der Altpreußischen Union. Heute sind sie in die Diözese Masuren der Evangelisch-Augsburgischen Kirche in Polen eingegliedert.

## Verkehr
Dąbrowa liegt an einer Nebenstraße, die bei Chruściel (Tiedmannsdorf) von der Woiwodschaftsstraße 506 abzweigt und über Trąbki (Klein Tromp) bis nach Czosnowo (Knobloch) führt.
Chruściel ist auch die nächste Bahnstation. Sie liegt an der früheren Preußischen Ostbahn, die heute hier im Abschnitt Malbork–Braniewo (–Mamonowo) (deutsch Marienburg–Braunsberg (–Heiligenbeil)) von der Polnischen Staatsbahn (PKP) befahren wird.